# Isaac Le Maire

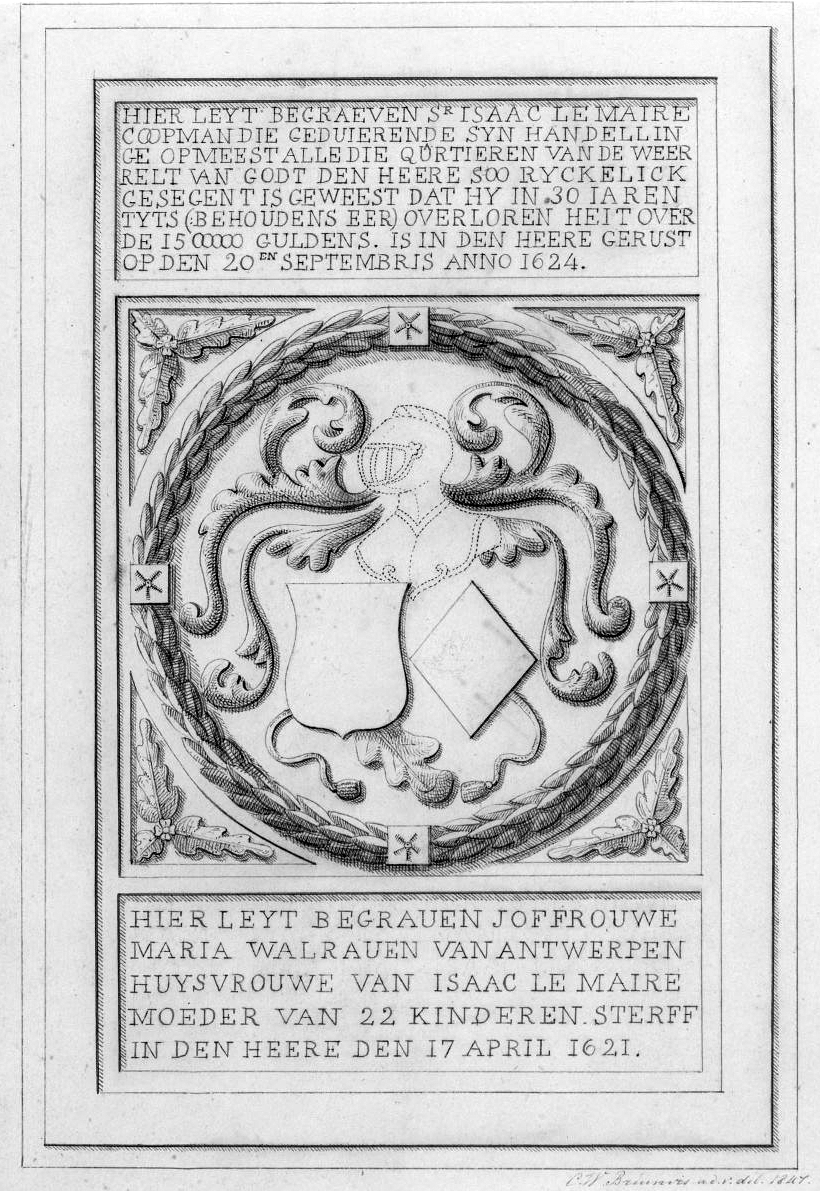
Zeichnung seines Grabmales

Isaac Le Maire (* um 1558 in Tournai; † 20. September 1624 in Egmond aan den Hoef) war ein in Wallonien geborener niederländischer Unternehmer, Investor und bedeutender Aktionär der Niederländischen Ostindien-Kompanie (VOC). Er war Mitbegründer und der erste Präsident der VOC. Er überwarf sich aber rasch mit dem Rat der Ostindiengesellschaft und wurde ausgestoßen. Ihm wurde verboten im Gebiet der Gesellschaft und auf ihren Handelsrouten Geschäfte zu machen. Le Maire gründete darauf eine „Australische Compagnie“, die offiziell Handel mit dem theoretisch gedachten Südkontinent aufnehmen sollte. Tatsächlich sollte nach alternativen Routen gesucht werden, um das Monopol der Ostindiengesellschaft im Handel mit den Gewürzinseln zu umgehen. Er rüstete hierzu eine Expedition unter dem Kommando seines Sohnes Jacob Le Maire aus. Am 13. Januar 1616 entdeckte die Expedition Kap Hoorn.